# Ель-Серро-Мішен (Нью-Мексико)
Ель-Серро-Мішен (англ. El Cerro Mission) — переписна місцевість (CDP) в США, в окрузі Валенсія штату Нью-Мексико. Населення — 4566 осіб (2020).

## Географія
Ель-Серро-Мішен розташований за координатами 34°46′7″ пн. ш. 106°38′41″ зх. д. / 34.76861° пн. ш. 106.64472° зх. д. (34.768737, -106.644601).  За даними Бюро перепису населення США в 2010 році переписна місцевість мала площу 15,23 км², уся площа — суходіл.

## Демографія
Згідно з переписом 2010 року, у переписній місцевості мешкало 4657 осіб у 1406 домогосподарствах у складі 1101 родини. Густота населення становила 306 осіб/км².  Було 1556 помешкань (102/км²).
Расовий склад населення:
| - 59,7 % — білих - 3,6 % — корінних американців - 0,8 % — чорних або афроамериканців - 0,8 % — азіатів - 30,9 % — осіб інших рас |

До двох чи більше рас належало 4,3 %. Частка іспаномовних становила 72,5 % від усіх жителів.
За віковим діапазоном населення розподілялося таким чином: 32,2 % — особи молодші 18 років, 61,6 % — особи у віці 18—64 років, 6,2 % — особи у віці 65 років та старші. Медіана віку мешканця становила 29,1 року. На 100 осіб жіночої статі у переписній місцевості припадало 107,3 чоловіків;  на 100 жінок у віці від 18 років та старших — 106,1 чоловіків також старших 18 років.
Середній дохід на одне домашнє господарство  становив 40 135 доларів США (медіана — 35 901), а середній дохід на одну сім'ю — 43 682 долари (медіана — 42 433). Медіана доходів становила 29 084 долари для чоловіків та 26 477 доларів для жінок. За межею бідності перебувало 28,2 % осіб, у тому числі 40,5 % дітей у віці до 18 років та 24,9 % осіб у віці 65 років та старших.
Цивільне працевлаштоване населення становило 1850 осіб. Основні галузі зайнятості: освіта, охорона здоров'я та соціальна допомога — 20,5 %, будівництво — 20,1 %, роздрібна торгівля — 12,9 %, фінанси, страхування та нерухомість — 11,5 %.